# Beauful Soup (HTML パーサー)
Beautiful Soup は、HTMLやXMLといったマークアップ言語の文書を構文解析するためのPythonパッケージである。ドキュメントから構築された解析木はウェブスクレイピングに有用である。
Beautiful Soupはレオナルド・リチャードソンによって開始された。彼はプロジェクトへの貢献を続けている。また、オープンソースソフトウェアを管理するTideliftによっても支えられている。

## コード例
以下の例では、Pythonの標準ライブラリである urllib を用いて、ウィキペディアのメインページを読み込み、Beautiful Soupで構文解析し、全てのハイパーリンクを得る。
```
#!/usr/bin/env python3

# HTML文書からのハイパーリンクの抽出

from
 
bs4
 
import
 
BeautifulSoup

from
 
urllib.request
 
import
 
urlopen

with
 
urlopen
(
'https://en.wikipedia.org/wiki/Main_Page'
)
 
as
 
response
:

    
soup
 
=
 
BeautifulSoup
(
response
,
 
'html.parser'
)

    
for
 
anchor
 
in
 
soup
.
find_all
(
'a'
):

        
print
(
anchor
.
get
(
'href'
,
 
'/'
))

```

## 歴史
Beautiful Soupは不思議の国のアリスの詩とtag soupの両方にちなんで名づけられた。
2006年4月から2012年3月までは、Beautiful Soup 3 がリリースされていた。 最新版の Beautiful Soup 4.x はpip install beautifulsoup4からインストールできる。
2021年に、Python 2.7 のサポートが終了し、 Beautiful Soup 4.9.3 がPython 2.7をサポートする最後のバージョンとなった。